# تپه سبزی
تپه سبزی مربوط به دوره نوسنگی است و در شهرستان میاندوآب، بخش مرکزی، دهستان زرینه رود جنوبی، ۶۰۰ متری شرق روستای سبزی واقع شده و این اثر در تاریخ ۷ خرداد ۱۳۸۷ با شمارهٔ ثبت ۲۲۸۹۸ به‌عنوان یکی از آثار ملی ایران به ثبت رسیده است.